# Ндиайе, Бенжамин
Бенжамин Ндиайе (фр. Benjamin Ndiaye; род. 28 октября 1948, Фадиот, Сенегал) — сенегальский прелат. Епископ Каолака с 15 июня 2001 по 22 декабря 2014. Архиепископ Дакара с 22 декабря 2014 по 22 февраля 2025. 